# Never Say Die Vol. 2
Never Say Die Vol. 2 je druhé kompilační album nahrávacího studia Never Say Die. Obsahuje nejnovější skladby interpretů patřících pod tento label. Bylo vydáno 21. dubna 2013.

## Seznam skladeb
| Pořadí         | Název                                                        | Autor             | Délka   |
| -------------- | ------------------------------------------------------------ | ----------------- | ------- |
| 1.             | Like This (feat. Virus Syndicate) (Antiserum & Mayhem Remix) | SKisM             | 4:07    |
| 2.             | Mind Control                                                 | Zomboy            | 3:42    |
| 3.             | Lunch Money (feat. Hyro Da Hero)                             | Schoolboy         | 4:26    |
| 4.             | Sucker Punch                                                 | Dodge & Fuski     | 4:36    |
| 5.             | The Final Cut                                                | 501               | 4:13    |
| 6.             | Fullagold                                                    | Buku              | 4:40    |
| 7.             | 1983                                                         | Bar9              | 4:22    |
| 8.             | Deathray (VIP)                                               | Eptic             | 4:34    |
| 9.             | Killer (feat. Dee Freer) (Tantrum Desire Remix)              | SKisM & DC Breaks | 4:44    |
| 10.            | The Brown Note                                               | Figure            | 3:18    |
| 11.            | Run It                                                       | Zomboy            | 3:42    |
| 12.            | Clowns (Milo & Otis Trap VIP)                                | KillaGraham       | 3:05    |
| 13.            | Feel For You                                                 | 501               | 4:04    |
| 14.            | Nuclear (Hands Up)                                           | Zomboy            | 5:16    |
| 15.            | Kung Fu Master                                               | Dodge & Fuski     | 4:40    |
| 16.            | Gutter                                                       | Eptic             | 3:40    |
| 17.            | CDXX (feat. Trichome Syndicate)                              | Habstrakt         | 5:01    |
| 18.            | Experts                                                      | SKisM             | 4:27    |
| Celková délka: | Celková délka:                                               | Celková délka:    | 1:16:37 |

| Deluxe Edition | Deluxe Edition                                       | Deluxe Edition  | Deluxe Edition |
| Pořadí         | Název                                                | Autor           | Délka          |
| -------------- | ---------------------------------------------------- | --------------- | -------------- |
| 19.            | No Holds Barred (feat. Noisia) (Excision Remix)      | Foreign Beggars | 4:21           |
| 20.            | Get Funky                                            | Habstrakt       | 3:49           |
| 21.            | Kick It (feat. Zomboy) (Dirtyloud Remix)             | SKisM           | 4:18           |
| 22.            | Siren (Just One)                                     | Milo & Otis     | 3:28           |
| 23.            | Heat Up                                              | Mobscene        | 3:32           |
| 24.            | Lifted                                               | KillaGragam     | 4:18           |
| 25.            | Rogue Status (feat. Orifice Vulgatron) (xKore Remix) | Engine-Earz     | 4:02           |
| Celková délka: | Celková délka:                                       | Celková délka:  | 1:44:25        |